# Prosopocera marshalli
Prosopocera marshalli är en skalbaggsart som först beskrevs av Aurivillius 1907.  Prosopocera marshalli ingår i släktet Prosopocera och familjen långhorningar. Inga underarter finns listade i Catalogue of Life.